# Boscia matabelensis
Boscia matabelensis är en kaprisväxtart som beskrevs av Pest. Boscia matabelensis ingår i släktet Boscia och familjen kaprisväxter. Inga underarter finns listade i Catalogue of Life.